# Curtiss R2C
El Curtiss R2C fue un avión de carreras diseñado para la Armada de los Estados Unidos en 1923, por la estadounidense Curtiss.

## Diseño y desarrollo
Era un biplano monoplaza con fuselaje monocasco y alas escalonadas de un solo vano, de envergaduras desiguales y arriostradas con soportes en I. La avanzada aerodinámica presentaba un ala superior montada directamente en la parte superior del fuselaje y radiadores montados en superficie para refrigerar el motor. El avión fue designado originalmente y construido como avión terrestre bajo la designación de la Armada R2C-1, produciéndose dos ejemplares. El año siguiente, uno de ellos fue convertido en una versión hidroavión conocida como R2C-2.

## Historia operacional

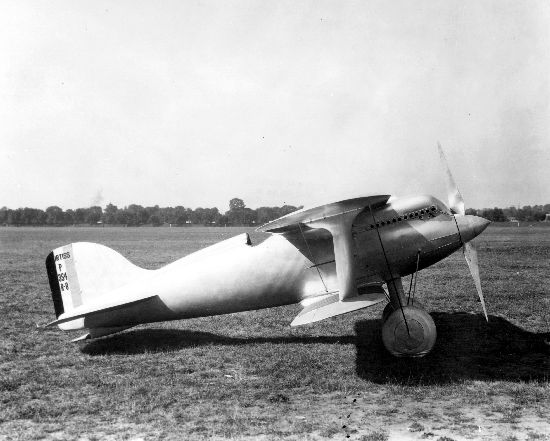
Avión de carreras Curtiss R-8 del Ejército estadounidense.

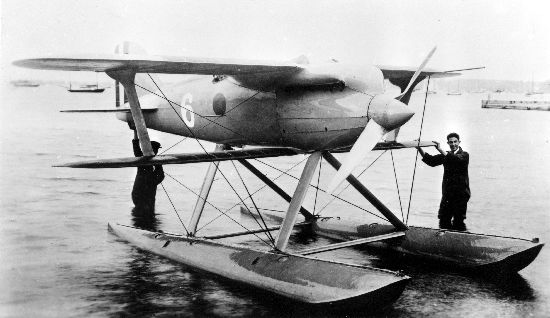
Avión de flotadores Curtiss R2C-2.

Los R2C-1 participaron en la carrera del Pulitzer Trophy de 1923, obteniendo la primera y segunda posiciones pilotados por el Teniente Al Williams y el Teniente Harold Brow a unas velocidades medias de 392,16 km/h y 389,11 km/h. Más tarde en ese año, Brow puso uno de los R2C-1 a 417,06 km/h y estableció un nuevo récord mundial de velocidad. El 4 de noviembre de 1923, el Teniente Alford J. Williams, Jr., de la Armada estadounidense, estableció un Récord Mundial de la Fédération Aéronautique Internationale (FAI) de Velocidad Sobre Circuito de 3 Kilómetros, de 429,03 km/h (Archivo de Récord de la FAI Número 8753). El segundo avión fue vendido poco después al Ejército estadounidense por la simbólica suma de 1 dólar. El Ejército lo designó R-8 y lo destinó a competir contra la Armada en la Pulitzer Trophy Race de 1924 en Fairfield (Ohio), pero resultó destruido en un accidente en unos entrenamientos poco antes de la competición, muriendo el piloto, Primer Teniente Alexander Pearson, Jr.
El restante R2C había reemplazado su tren de aterrizaje de ruedas por flotadores durante 1924, en preparación de la carrera del Trofeo Schneider de aquel año, pero el evento se canceló debido a la falta de competidores. Como fuera, el avión ganó el Pulitzer Trophy de ese año en la clase hidroaviones con una velocidad media de 364,9 km/h. El avión acabó sus días entrenando pilotos para las carreras del Trofeo Schneider de 1925 y 1926.

## Variantes
Model 32
Designación interna de la compañía, tres construidos.
R2C-1
Designación dada por la Armada estadounidense a los Model 32, matrículas A6691/6692, A7054.
R2C-2
Uno de los R2C-1 (A6692) fue convertido en hidroavión.
F2C
Designación dada por la Armada estadounidense a los R2C en la categoría de Cazas.
R-8
Designación dada por el USAAS a uno de los R2C-1 (el A6691, nueva matrícula 23-1235).

## Operadores
Estados Unidos
- Armada de los Estados Unidos
- Servicio Aéreo del Ejército de los Estados Unidos

## Especificaciones (R2C-1)

### Características generales
- Tripulación: Uno (piloto)
- Longitud: 5,9 m (19,2 ft)
- Envergadura: 6,7 m (22 ft)
- Peso vacío: 767,5 kg (1691,6 lb)
- Peso cargado: 958,1 kg (2111,7 lb)
- Planta motriz: 1× motor lineal V-12 DOHC de 4 válvulas y 19,913 litros de cilindrada, refrigerado por agua Curtiss D-12A.
  - Potencia: 378 kW (521 HP; 514 CV)

### Rendimiento
- Velocidad máxima operativa (Vno): 430 km/h (267 MPH; 232 kt)
- Alcance: 279 km (151 nmi; 173 mi)
- Techo de vuelo: 9695 m (31 808 ft)
- Régimen de ascenso: 12,1 m/s (2382 ft/min)

## Aeronaves relacionadas

### Desarrollos relacionados
- Curtiss R3C

### Secuencias de designación
- Secuencia Numérica (interna de Curtiss): ← 29 - 30 - 31 - 32 - 33 - 34A/G/I/O/C/D/E/H/K/P - 35 →
- Secuencia R-_ (Aviones de Carreras (Racer) del USAAS, 1919-1924): ← R-5 - R-6 - R-7  - R-8
- Secuencia R_C (Aviones de Carreras de la Armada estadounidense, 1922-1928 (Curtiss, 1922-1962)): CR - R2C - R3C
- Secuencia F_C (Cazas de la Armada estadounidense, 1922-1962 (Curtiss, 1922-1962)): CF - F2C - F3C - F4C - F6C →